# Hyalonema thomsonis
Hyalonema thomsonis är en svampdjursart som beskrevs av Marshall 1875. Hyalonema thomsonis ingår i släktet Hyalonema och familjen Hyalonematidae. Inga underarter finns listade i Catalogue of Life.